# Anschlag in Mogadischu am 14. Oktober 2017

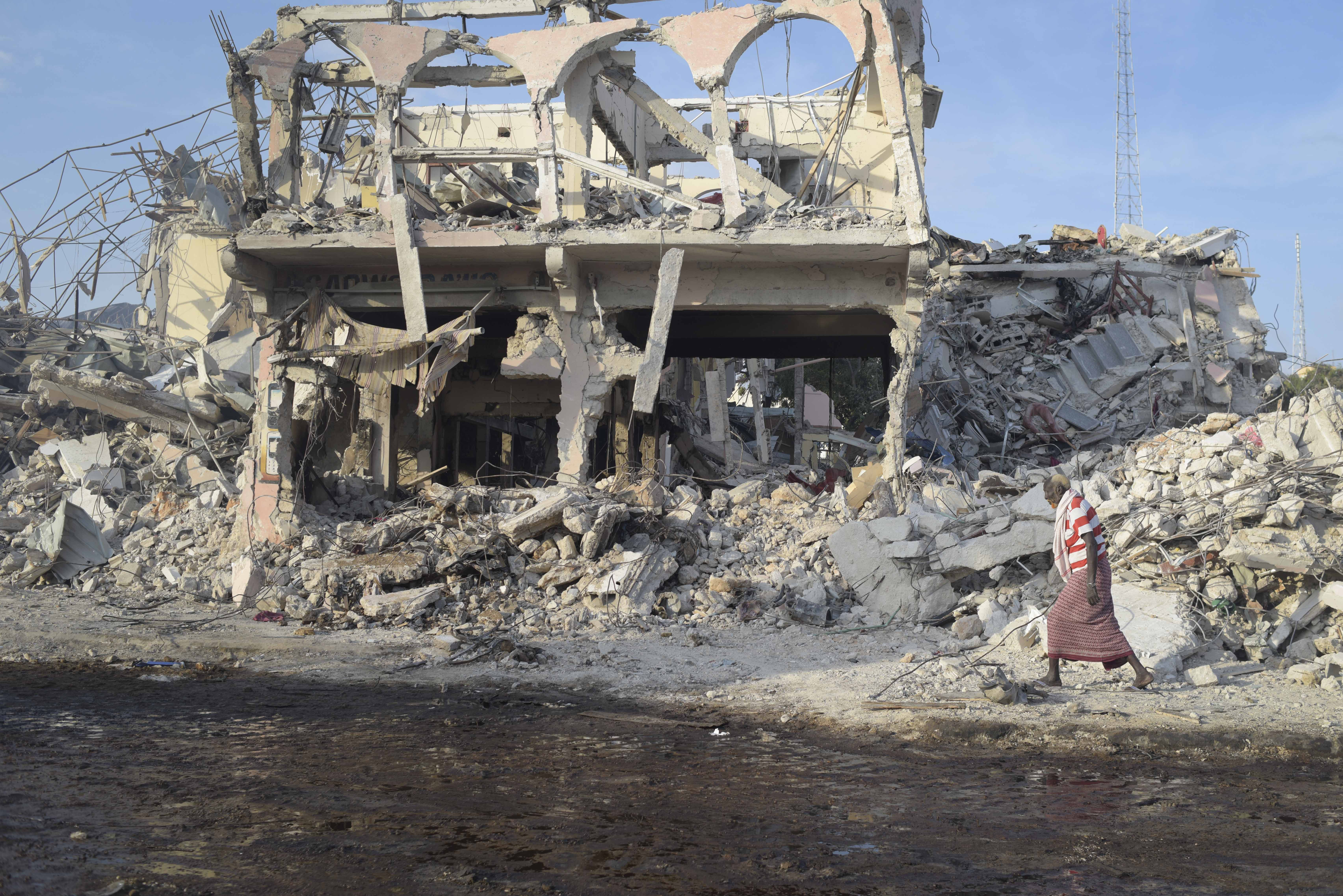
Ein Sprengsatz und eine Autobombe wurden im Zentrum von Mogadischu gezündet

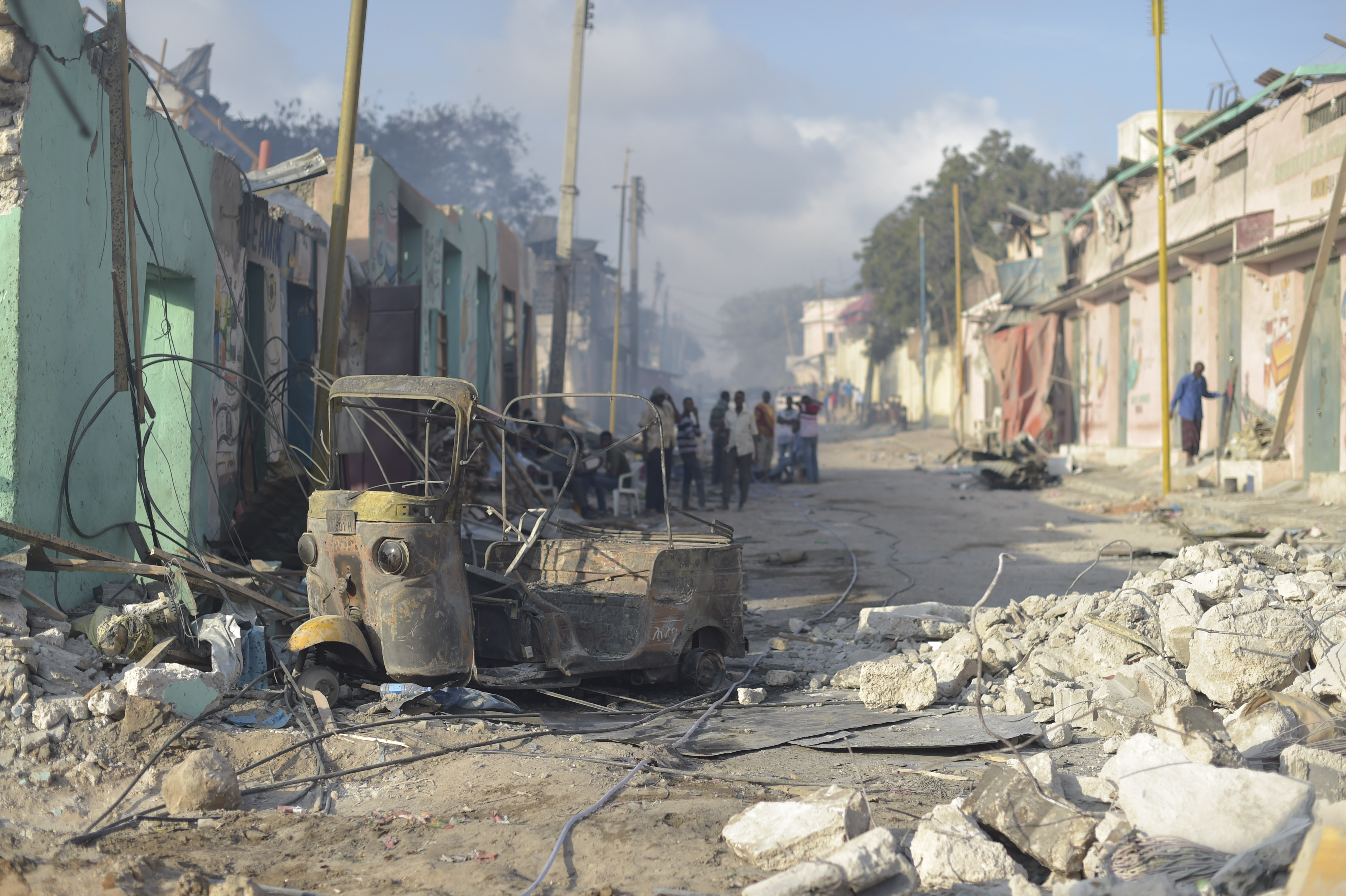
Zerstörte Straßenlandschaft nach dem Anschlag

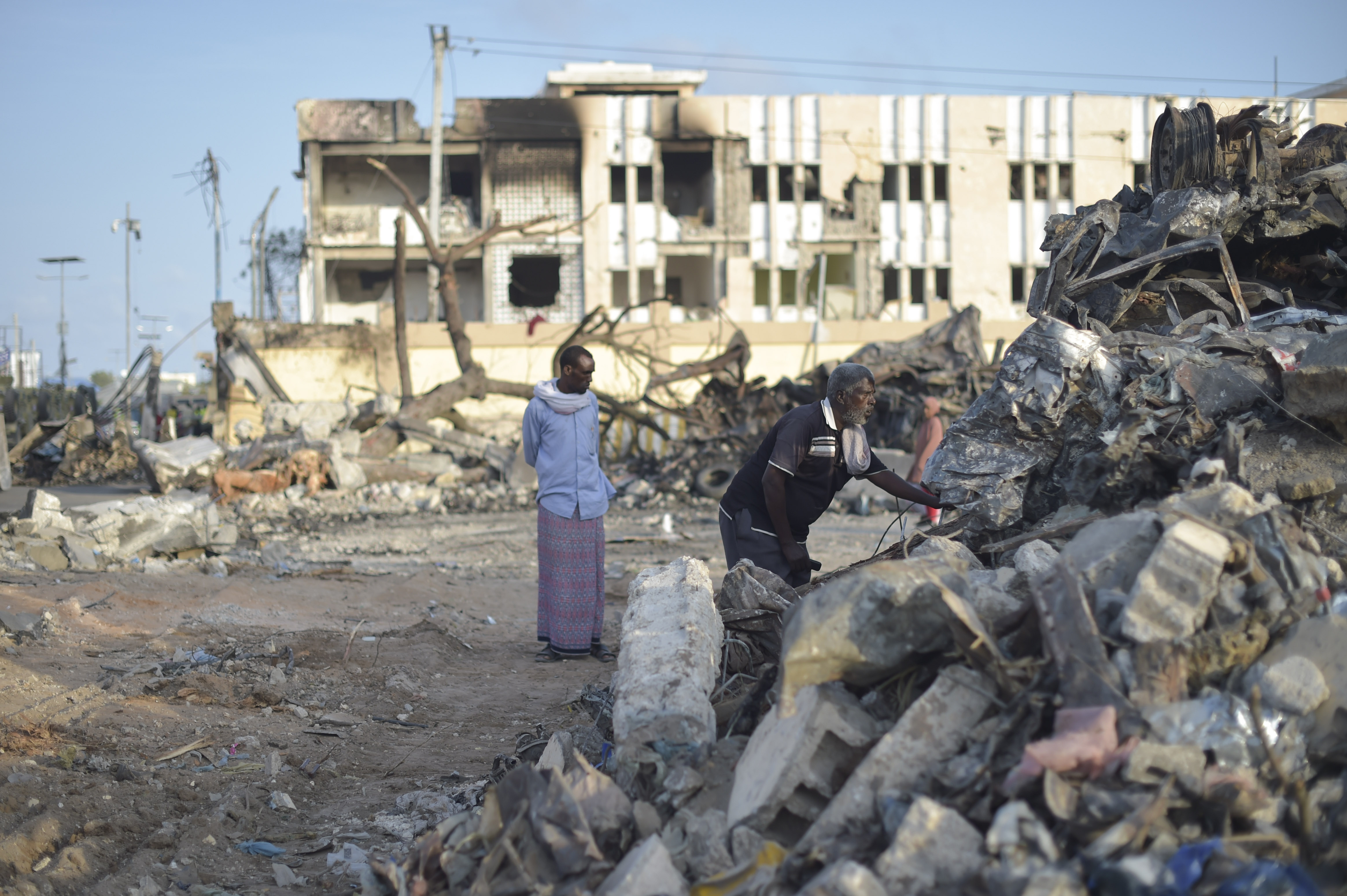
Zerstörte Straßenlandschaft nach dem Anschlag

Bei dem Anschlag in Mogadischu am 14. Oktober 2017 tötete ein Attentäter durch einen Sprengsatz und durch Überfahren 587 Menschen und verletzte 316. Eine zweite Autobombe tötete zwei Menschen.
Zu dem Anschlag bekannte sich niemand. Die somalische Regierung von Hassan Ali Khaire und internationale Beobachter machten die Terrorgruppe al-Shabaab für den Anschlag verantwortlich.

## Hintergrund
Bei dem Attentat vom 14. Oktober 2017 handelte es sich um den Anschlag mit den bis dahin meisten Opfern in Somalia.
Sunnitische Fundamentalisten, unter anderem die aus dem arabischen Raum unterstützte al-Shabaab-Gruppe, verüben immer wieder Anschläge gegen Zivilisten und Sicherheitskräfte in Somalia. Al-Shabaab kontrolliert Teile Somalias und will im gesamten Land ihre Herrschaft durchsetzen. Die Miliz gilt als lokale Partnerorganisation des Netzwerkes al-Qaida. Zusammen mit einer 22.000 Mann starken Mission der Afrikanischen Union in Somalia (Stand 2017) will die somalische Armee al-Shabaab zerschlagen. Unterstützung erhält sie dabei von der US-Botschaft in Kenia. Im März 2017 hatte US-Präsident Donald Trump die Befugnisse des Pentagons für Einsätze gegen terroristische Gruppen in Somalia erweitert; das US-Militär setzt auch Drohnen gegen Stellungen der al-Shabaab ein.
Der Anschlag ereignete sich 48 Stunden nachdem sowohl der somalische Verteidigungsminister Abdirashid Abdullahi Mohamed als auch der Chef der somalischen Streitkräfte Mohamed Ahmed Jimale ohne Nennung von Gründen zurückgetreten waren.

## Anschläge
Am Samstag, dem 14. Oktober 2017, befuhr ein Attentäter mit hoher Geschwindigkeit mit einem Lkw eine Straße in Mogadischu und überrollte mehrere im Stau stehende Motorräder sowie Autos und schob andere aus dem Weg. Sicherheitskräfte hatten laut Augenzeugen versucht, auf den Fahrer zu schießen. Dieser erreichte dennoch eine der belebtesten Kreuzungen der Stadt und sprengte sich dort mit dem Fahrzeug in die Luft. In der Gegend um die Kreuzung befinden sich Hotels, Läden, Restaurants und Regierungsgebäude.
Durch die Explosion wurden umliegende Gebäude massiv beschädigt oder stürzten ein. Noch hunderte Meter weiter gingen durch die Druckwelle Fensterscheiben zu Bruch, Türen wurden aus ihren Angeln gerissen.
Bei einem zweiten Autobombenanschlag im Stadtteil Madina wurden nach offiziellen Angaben zwei Menschen getötet und der Attentäter verhaftet.

## Folgen und Reaktionen
In der Stadt kam es nach dem Anschlag zu spontanen Demonstrationen der Bevölkerung gegen den Terror der sunnitischen al-Shabaab. Der somalische Präsident Mohamed Abdullahi Mohamed ordnete einen Tag nach dem Anschlag eine dreitägige Staatstrauer an.
Unmittelbar nach dem Anschlag ließ die somalische Regierung 111 der Getöteten sofort begraben, weil die Opfer nicht identifiziert werden konnten. Ein Arzt des Madina Hospitals sagte, 72 Verletzte seien eingeliefert worden, 25 davon in einem kritischen Zustand. Viele hätten Extremitäten bei dem Anschlag verloren. Die Rettungskräfte gaben an, es hätte mehr als 300 statt der zunächst offiziell angegebenen 276 Opfer gegeben. Am 20. Oktober 2017 wurde die Zahl der Todesopfer mit 358 angegeben, 228 seien verletzt worden und 56 würden noch vermisst. Nach weiteren Untersuchungen wurde die Zahl der Getöteten im November 2017 auf über 500 erhöht und im März 2018 mit 587 angegeben.
Eine Reihe von Ländern, darunter Äthiopien und Kenia, boten Somalia Unterstützung und medizinische Hilfe an. Die Türkei kündigte an, am Tag nach dem Anschlag ein Flugzeug mit medizinischer Hilfe nach Mogadischu zu schicken. Frankreichs Präsident Emmanuel Macron forderte mehr Unterstützung für die Afrikanische Union (AU) im Kampf gegen islamistische Terrorgruppen; Frankreich stünde an der Seite von Somalia. Die US-Botschaft in Kenia nannte die Attacke einen „feigen Anschlag“. UNO-Generalsekretär António Guterres teilte in einem Tweet mit, die Nachricht vom Anschlag habe ihn „krank gemacht“. Er forderte Geschlossenheit im Angesicht von Terrorismus und gewalttätigem Extremismus.
Am 6. Februar 2018 verurteilte ein Militärgericht den 23-jährigen Hassan Adan Isaq zum Tode durch ein Erschießungskommando. Er soll die Attentäter befehligt haben. Eine weitere Person wurde in Abwesenheit zu lebenslanger Haft verurteilt, da sie den Lastwagen organisiert haben soll. Außerdem wurde ein Mann zu drei Jahren Haft verurteilt, da er den LKW ungehindert habe passieren lassen.